# Морен, Эрве
Эрве Морен (фр. Hervé Morin; род. 17 августа 1961, Понт-Одеме (Эр)) — французский политический деятель, министр обороны Французской республики с 18 мая 2007 по 13 ноября 2010 года, лидер Европейской социал-либеральной партии.

## Биография
Эрве Морен был депутатом Национального собрания Франции и лидером фракции Союза за французскую демократию. Однако, он разошёлся с Франсуа Байру по вопросу о сотрудничестве с социалистами. В отличие от Франсуа Байру, который создал Демократическое движение и считает возможным сотрудничать с социалистической партией, Эрве Моран выступает категорически против этого. Он и его единомышеленники из Союза за французскую демократию создали Европейскую социал-либеральную партию с целью сотрудничества с Николя Саркози.
Выступал за возвращение Франции в военные структуры НАТО.
Эрве Морен — активный сторонник решения международных вопросов при участии России. Так он полагает, что вступление Грузии и Украины в НАТО невозможно без консультаций с Россией. Во многом благодаря его мнению Франция не поддерживает программу «Восточное партнёрство», направленную на сотрудничество с постсоветскими республиками без участия России.
Намеревался принять участие в президентских выборах 2012 года, однако 16 февраля 2012 года заявил, что снимет свою кандидатуру и поддержит Николя Саркози.